# Sessué
Sessué (oficialment en castellà: Sesué) és un municipi de la comarca aragonesa de la Ribagorça. Històricament, forma part de la comarca catalana de la Baixa Ribagorça, sent part de la Franja de Ponent.

## Geografia
Situat a 1.050 msnm, al costat del riu Éssera, a la solana i en el marc natural la Vall de Benasc, també anomenada la "Vall Amagada", on destaca pel seu valor paisatgístic i naturalista, donat que aquí es troba el Parc Natural de Posets-Maladeta i el pic d'Aneto.
La temperatura mitjana anual és de 8,9° i la precipitació anual, 1041 mm.

### Nuclis de població
- Sessué (capital del municipi)
- Sos. Està situat a 1220 metres sobre el nivell de la mar.[2]

## Població
Segons el cens de població de l'INE de 2005, el municipi té 124 habitants. Com és habitual als Pirineus, els seus habitants se'ls coneix pel nom de la casa on viuen. Així doncs, les cases de Sessué són:
- Casa Antón
- Casa Betrán
- Casa Caseta
- Casa Gaspar
- Casa Guil
- Casa Manolet
- Casa Marquet
- Casa Ribera
- Casa Pascualet
- Casa Pey
- Casa Visenta

## Història
Alguns dels petits fets destacables succeïts al terme municipal durant el segle xx, ressalta l'arribada de l'aigua corrent l'any 1960, gràcies a la construcció realitzada per Leonardo de Castilló de Sos, amb l'ajuda de la comunitat de veïns. L'antiga escola, oberta fins a 1975, estava situada on avui en dia hi ha l'ajuntament. El primer telèfon que va arribar a Sessué estava emplaçat a Casa Gaspar i era d'ús públic. Queda constància que els de Casa Pey feien de taxi amb "La Genoveva", un cotxe vell que va funcionar durant uns anys fins a l'arribada dels camions. José María Ferrer Fantova, natural del municipi, va publicar en benasquès Ta la fuens m'en boi l'any 1985.

## Administració

### Últims batlles
| Mandat    | Nom                     | Partit |  |
| --------- | ----------------------- | ------ |  |
| 1979-1983 | Gaspar Mora Delmás      | Ind.   |  |
| 1983-1987 |                         |        |  |
| 1987-1991 |                         |        |  |
| 1991-1995 |                         |        |  |
| 1995-1999 |                         |        |  |
| 1999-2003 |                         |        |  |
| 2003-2007 |                         |        |  |
| 2007-2011 | José Félix Demur Delmás | PSOE   |  |
| 2011-2015 | José Félix Demur Delmás | PSOE   |  |
| 2015-2019 | José Félix Demur Delmás | PSOE   |  |

### Resultats electorals
| Eleccions municipals |      |      |      |      |
| Partit               | 2003 | 2007 | 2011 | 2015 |
| PSOE                 | 4    | 5    | 5    | 5    |
| PP                   | 1    | -    | -    | -    |
| PAR                  |      |      | -    | -    |
| CHA                  | -    | -    |      |      |
| Total                | 5    | 5    | 5    | 5    |

## Llocs d'interès
- L'església parroquial del segle xii és d'estil romànic llombard, d'una nau culminada en una àbsida semicircular. La portada refeta al segle xvi.
- Ermita de Sant Saturní construïda entre els segles xvii i XVIII.
- Ermita de Sant Pere, dels segles xvii al XVIII, d'estil romànic llombard.

Recentment, s'ha equipat la Vía Ferrata del Castellaso Arxivat 2013-04-11 at Archive.is, per tal donar una bona oferta esportiva als amats de l'escalada.